# 밤상어
밤상어(학명:Carcharhinus signatus)는 흉상어목 흉상어과 흉상어속에 속하는 어류이다. 전체적인 몸길이는 2m로 상어에서는 중형의 몸집을 가진 상어이다.

## 특징과 먹이
밤상어는 길쭉하고 뾰족하며 호리호리한 외형을 가진 상어이다. 영어권에서는 Night Shark(나이트샤크)라는 이름으로 불린다. 눈이 크고 발달되어 있으며 몸의 색은 윗쪽이 갈색, 아랫쪽은 흰색을 띈다. 등지느러미는 2개이며 제1등지느러미가 크고 가슴지느러미 바로 뒤에 해당되는 위쪽에 자리잡고 있으며 제2등지느러미는 작고 꼬리지느러미와 가까운 부근에 위치한다. 눈은 녹색을 띄며 5쌍의 아가미는 매우 작다. 위턱에는 15개, 아래턱에는 16개의 날카로운 이빨이 있다. 먹이로는 숭어, 고등어, 멸치, 청어, 정어리, 병어과, 작은 바리과 어류, 날치와 같은 어류와 오징어와 같은 두족류, 새우와 같은 갑각류를 주로 잡아먹는 육식성의 상어이다. 반면 자신보다 더 큰 몸집을 가진 상어들이나 대서양골리앗참바리와 같이 자신보다 몸집이 큰 경골어류들한테는 먹잇감으로 잡아먹히기도 한다.

## 서식지, 산란기, 어획
밤상어의 주요한 서식지는 미국의 매사추세츠주에서 아르헨티나로 이뤄진 서부 대서양과 서아프리카로 이뤄진 동부 대서양 지역으로 오직 대서양에서만 주로 서식하는 상어이다. 밤상어라는 이름에 걸맞게 야행성인 상어로 낮에는 50~600m의 중심해수층에 머물고 있다가 밤이 되면 얕은 표해수층으로 올라와 먹이 사냥을 하는 상어이다. 산란기는 6~8월의 여름으로 산란기가 되면 수컷은 암컷의 지느러미를 무르며 수정한다. 수컷의 수정을 받은 암컷은 약1년의 임신 기간을 거쳐 이듬해의 여름에 4~12마리의 유어를 출산한다. 밤상어는 식용으로 이용되는 어종 중에 하나이며 위츠탕, 샥스핀으로 주로 먹고 그외에 회, 고기, 스쿠알렌, 수프로도 먹는다.

## 같이 보기
- 흉상어목
- 흉상어과
- 흉상어속